# Trichocerca kostei
Trichocerca kostei är en hjuldjursart som beskrevs av Segers 1993. Trichocerca kostei ingår i släktet Trichocerca och familjen Trichocercidae. Inga underarter finns listade i Catalogue of Life.